# Syria (tỉnh La Mã)
Syria là một trong những tỉnh La Mã đầu tiên, nó được Pompeius sáp nhập vào đế quốc La Mã trong năm 64 TCN, như một hệ quả của cuộc viễn chinh quân sự ở phương Đông của ông. Sau đó, sau cuộc khởi nghĩa của Bar Kokhba vào năm 135 CN, tỉnh Syria được sáp nhập với tỉnh Judea để tạo ra các tỉnh lớn Syria Palaestina.

## Thời kì nguyên thủ

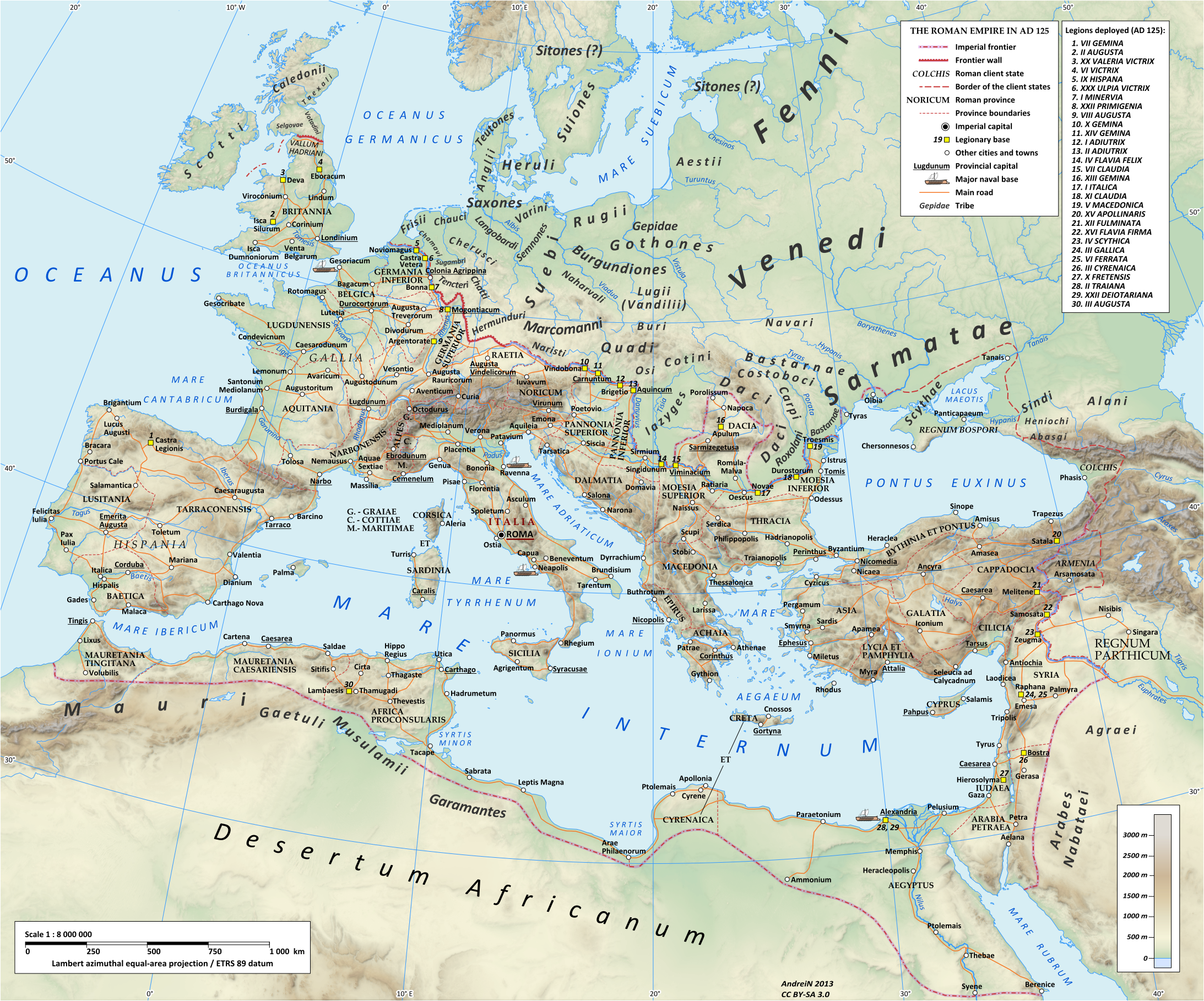
Đế quốc La Mã dưới triều đại của Hadrian (cai trị từ 117-138 CN), cho thấy, tỉnh của hoàng đế Syria (Syria/Lebanon) ở Tây Á, cùng với 4 quân đoàn được bố trí vào năm 125 CN.

Quân đội La Mã ở Syria bao gồm ba quân đoàn La Mã có nhiệm vụ bảo vệ biên giới với Parthia. Trong thế kỷ 1, quân đội La Mã ở Syria đã ủng hộ Vespasianus trong cuộc chiến tranh giành ngai vàng của ông ta.
Lực lượng quân đội ở tỉnh Syria cũng đã trực tiếp tham gia vào cuộc đại khởi nghĩa của người Do Thái từ năm 66-70 CN. Trong năm 66 CN, Cestius Gallus, viên legate của Syria, đã đưa quân đội ở Syria, dựa trên nền tảng là quân đoàn XII Fulminata, và được củng cố bởi các đội quân trợ chiến, tới Judea nhằm khôi phục lại trật tự và dập tắt cuộc nổi dậy. Tuy nhiên, quân đoàn đã bị phục kích và bị tiêu diệt bởi quân khởi nghĩa của người Do Thái trong trận Beth Horon, một kết quả đã gây sốc cho giới lãnh đạo La Mã.
Các quân đoàn Syria sau đó cũng đã tham gia vào cuộc chiến tranh Bar-Kokhba từ năm 132-136.
Trong năm 244 CN, Roma đã được cai trị bởi một hoàng đế gốc Syria tới từ Shahba tên là Marcus Julius Philippus, thường được gọi là Philip Ả Rập.

## Thời kì sau

### Syria Palaestina
Sau khi cuộc khởi nghĩa của Bar-Kokhba kết thúc, tỉnh Syria đã được mở rộng thêm bao gồm phần lớn xứ Judea đã bị suy giảm dân số, để trở thành tỉnh Syria-Palaestina. Từ cuối thế kỷ thứ 2, viện nguyên lão La Mã đã có thêm một số quý tộc Syria, bao gồm Claudius Pompeianus và Avidius Cassius.
Năm 193, khu vực ven biển Coele-Syria đã được tách ra khỏi tỉnh này. Syria đã giữ vai trò rất quan trọng về mặt chiến lược trong cuộc khủng hoảng của thế kỷ thứ ba. Từ năm 260-273, Syria là một phần của Đế chế Palmyra ly khai.

### Thời kì quân chủ
Sau những cải cách của Diocletianus, hai tỉnh của Syria đã trở thành một phần của giáo khu phương đông. Trong khoảng từ năm 330 đến 350 (có thể khoảng năm 341), tỉnh Euphratensis đã được tách ra khỏi lãnh thổ của tỉnh Syria Coele dọc theo bờ phía tây của sông Euphrates và vùng đất trước đây là vương quốc Commagene, với Hierapolis là thủ phủ của nó.

### Syria dưới thời đế quốc Byzantine
Sau năm 415, Syria Coele lại được chia nhỏ thành Syria I (hoặc Syria Prima), với thủ phủ nằm tại Antioch, và Syria II (Syria Secunda) hoặc Syria Salutaris, có thủ phủ tại Apamea bên sông Orontes. Trong năm 528, Justinianus I đã tạo lập nên tỉnh nhỏ Theodorias nằm ven biển tách khỏi lãnh thổ của cả hai tỉnh.
Vùng đất này vẫn là một trong các tỉnh quan trọng nhất của đế quốc Byzantine. Nó bị nhà Sassanid chiếm đóng từ năm 609 tới năm 628, sau đó nó được hoàng đế Heraclius khôi phục lại, nhưng ông ta đã không thể khôi phục lại tỉnh này một lần nữa sau khi để mất nó vào tay người Hồi giáo sau trận Yarmouk và sự thất thủ của Antioch.